# Felipe Anderson
Felipe Anderson Pereira Gomes (ur. 15 kwietnia 1993 w Santa Marii) – brazylijski piłkarz występujący na pozycji pomocnika w brazylijskim klubie Palmeiras. W latach 2015–2019 reprezentant Brazylii.  Wychowanek Santosu. Złoty medalista Letnich Igrzysk Olimpijskich 2016.

## Statystyki kariery
(aktualne na dzień 13 maja 2019)
| Klub               | Sezon              | Liga               | Liga  | Liga   | Puchary krajowe | Puchary krajowe | Puchary kontynentalne | Puchary kontynentalne | Inne  | Inne   | Suma  | Suma   |
| Klub               | Sezon              | Liga               | Mecze | Bramki | Mecze           | Bramki          | Mecze                 | Bramki                | Mecze | Bramki | Mecze | Bramki |
| ------------------ | ------------------ | ------------------ | ----- | ------ | --------------- | --------------- | --------------------- | --------------------- | ----- | ------ | ----- | ------ |
| Santos             | 2010               | Série A            | 5     | 0      | 0               | 0               | 0                     | 0                     | –     | –      | 5     | 0      |
| Santos             | 2011               | Série A            | 18    | 1      | 0               | 0               | 1                     | 0                     | 10    | 1      | 29    | 2      |
| Santos             | 2012               | Série A            | 35    | 6      | 0               | 0               | 6                     | 0                     | 12    | 1      | 53    | 7      |
| Santos             | 2013               | Série A            | 3     | 0      | 3               | 0               | –                     | –                     | 15    | 0      | 21    | 0      |
| Lazio              | 2013/14            | Serie A            | 13    | 2      | 2               | 0               | 5                     | 1                     | –     | –      | 20    | 3      |
| Lazio              | 2014/15            | Serie A            | 32    | 10     | 5               | 1               | –                     | –                     | –     | –      | 37    | 11     |
| Lazio              | 2015/16            | Serie A            | 35    | 7      | 2               | 0               | 9                     | 2                     | –     | –      | 46    | 9      |
| Lazio              | 2016/17            | Serie A            | 36    | 4      | 5               | 1               | –                     | –                     | –     | –      | 41    | 5      |
| Lazio              | 2017/18            | Serie A            | 21    | 4      | 4               | 1               | 7                     | 3                     | –     | –      | 32    | 8      |
| West Ham United    | 2018/19            | Premier League     | 36    | 9      | 4               | 1               | 0                     | 0                     | –     | –      | 40    | 10     |
| Ogólnie w karierze | Ogólnie w karierze | Ogólnie w karierze | 234   | 43     | 25              | 4               | 28                    | 6                     | 37    | 2      | 324   | 55     |